# Joint Commission
The Joint Commission (TJC), antes designada como Joint Commission on Accreditation of Healthcare Organizations (JCAHO), também conhecida como Joint Commission International (JCI), é um organismo de acreditação de unidades de saúde baseada nos Estados Unidos. É uma instituição sem fins lucrativos que tem acreditadas mais de 22 mil organizações e programas de saúde nos Estados Unidos, onde a maioria dos governos estaduais exige a acreditação da TJC para licenciamento e reembolsos do Medicaid.
As auditorias (inspeções) relacionadas com as acreditações normalmente seguem um ciclo trianual, sendo as conclusões disponibilizadas pela publicação do relatório de qualidade da acreditação no sítio web de verificação de qualidade (quality check).[carece de fontes?]